# 목소리 (정당)
목소리(우크라이나어: Голос 홀로스[*])는 우크라이나의 자유주의, 친유럽주의 성향의 정당으로, 유명 가수인 스뱌토슬라우 바카르추크가 창당했다. 2019년 총선에서 20명이 당선되었으며, 당선자의 45%인 9명이 여성이다.
2021년 7월 하순 당내 파벌 문제로 정당이 분열되어 당수 키라 루디크의 불신임을 표명한 총 7명의 의원이 당에서 제명되었다. 2021년 9월 기준 "목소리"라는 원내교섭단체 20명 중 9명만이 목소리 정당에 남아 있는 당권파이고, 나머지 11명은 탈당파로 정의라는 이름의 별도의 원내교섭단체를 꾸려 활동하고 있다.

## 역사
목소리당은 2019년 5월 16일 키예프에서 수립을 발표했으며 2019년 7월에 있을 의회 총선거에 출마할 것이라고 말했다. 법적으로는 2015년 지방 선거에 참여하기 위해 창당한 "진취연단"이 더욱 업그레이드되어 돌아온 것이라고 말했다. 목소리 창당으로 스뱌토슬라우 바카르추크는 2007년 우크라이나 총선거 당시 우리 우크라이나-인민자위 블록 소속으로 선거에 출마에 의원에 당선한 이후 두 번째로 정계에 진출하였다.
2019년 5월 16일부터 5월 21일까지 진행된 여론조사부터 정당 지지율이 나오기 시작했으며 첫 발표된 지지율은 4.6%였다.
당대표인 바카르추크는 2019년 7월 총선에서 후보들 중 현역 의원은 한 명도 넣지 않을 것이라고 발표했다. 하지만 의원들 중에서 정치적 견해가 당의 이데올로기와 같은 사람의 경우에는 당원투표를 통해 후보로 선출될 수 있다고 말했다. 최종 후보 등록에서 목소리 당으로 출마한 후보 중 현역 의원은 빅토리야 보이치츠카, 파울로 리자넨코, 빅토리야 프타슈니크, 레오니드 예메츠 총 4명이다.
2019년 6월 8일 첫 당대회를 열었으며 당대회에서 비례대표 정당명부에 등록된 후보 일부가 공개되었다. 4일 후인 6월 12일에는 후보들 중 우크라이나의 선택과 야권전선에 몸담았던 후보를 "친러파 반군과 협력했거나 지원했다는 이유"로 후보 지명을 철회하였다.
2019년 7월 열린 총선거에서 20석을 얻었다.

## 성향
목소리당은 정치에 대해 국민들이 민주적으로 접근해야 하며 "대중을 위한 정책에 관심을 두어야 한다"고 주장하며 스스로를 중도우파 범유럽주의 정당으로 칭하고 있다.
당은 정치가 돈과 엮이는 금권정치 배격을 위해 민주적인 접근법을 사용하겠다고 말했다. 경제적 측면에선 목소리당은 자본회수를 위해 부동산에 적극적으로 과세를 하며, 기업들을 민영화하며 탈세와 밀수를 강하게 단속해야 한다고 주장한다.
당대표 바카르추크는 2019년 6월 10일 현행 우크라이나 선거법에 따라 있는 225석의 지역구 소선구제 방식을 폐기하고 모든 후보를 비구속 명부식(open list) 비례대표제로 선출해야 한다고 주장한다.
인권운동가 볼로디미르 야보르스키는 목소리 당이 인권 관련 주제에 많은 관심이 있으며 포퓰리즘적 성격에 거의 없다고 주장한다.
경제분석가 드미트로 야블로브스키 등은 목소리 당은 현대 기술 도입을 통해 올레가르히로 엮인 부패를 퇴치하고 경제 효율을 증진하는 방식을 밀고 있다고 발언했다.

## 선거 이력

2019년 총선거 당시 목소리 정당의 각지 정당투표율.

### 역대 총선
| 년도   | 의석 수  | 득표수  | 득표율 |
| ------ | -------- | ------- | ------ |
| 2019년 | 20 / 450 | 851,669 | 5.84%  |